# BMW R 1200 R
BMW R 1200 R – niemiecki motocykl typu naked bike produkowany przez BMW od 2006 roku.

## Dane techniczne/Osiągi
Silnik: bokser 2
Pojemność silnika: 1170 cm³
Moc maksymalna: 110 KM/7750 obr./min
Maksymalny moment obrotowy: 119 Nm/6000 obr./min
Prędkość maksymalna: 220 km/h
Przyspieszenie 0–100 km/h: 3,4 s